# 伊藤祐樹
伊藤 祐樹（いとう ゆうき、1972年7月7日 - ）は、兵庫県淡路市出身の元社会人野球選手（内野手）、野球指導者。右投左打。

## 経歴
兵庫県立津名高等学校から、北陸大学野球連盟に加盟する福井工業大学に進学。大学時代は全日本大学野球選手権大会に出場した。
大学卒業後の1995年に社会人野球の日産自動車に入社。強打があったわけではないが、堅実な守備と俊足を武器にたちまち遊撃手のポジションを手にした。その後、チーム事情に応じて三塁手や二塁手となることもあったが、スターティングオーダーから名前が消えることは殆ど無く、レギュラーを守り続けた。
1998年、第69回都市対抗野球大会で優勝に貢献したことが認められ、同年の社会人ベストナインの遊撃手部門を受賞。その後、2001年、2003年と同部門で同賞を受賞。史上初の「社会人ベストナイン遊撃手3回受賞選手」となった。都市対抗野球には補強選手を含めて13回出場している。
2003年の第30回社会人野球日本選手権大会の決勝（対大阪ガス戦）では、延長戦にもつれ込む接戦となったが、11回裏に2死1・2塁のチャンスでライト線に2塁打を放ってチームを初優勝を導き、この大会のMVPを獲得した。
2009年のシーズンをもって日産自動車が休部。この年限りで現役を引退した。
2019年7月6日、社会人野球での実績が評価され、日本野球連盟が制定した「社会人野球 平成ベストナイン」に選出された。
2022年にはアライアンス・パートナーである関係の三菱自動車に出向し、三菱自動車岡崎のコーチに就任。
2024年1月1日付で日産自動車に帰任し、野球部復活プロジェクトの専任として、2025年より活動を再開する野球部の監督に就任した。

## 人物
2003年7月、日大から入社して2年目の小澤裕昭投手が練習中に突然倒れ、心筋炎で40日後逝去した（享年24）。その年、日産自動車は都市対抗野球大会の出場権を逃し、秋の日本選手権に向けて猛練習を積んでいる中での出来事であった。その後、出場権を獲得し、挑んだ本戦の会場である大阪ドームのベンチには小澤投手の遺影が置かれていた。伊藤は小澤投手の遺影を見つめてから打席に向かっていた。
大阪ガスとの決勝戦は同点で延長戦に突入し、延長11回に伊藤がリリーフ登板していた能見篤史からサヨナラヒットを放って日産自動車が初優勝を果たした。そのとき伊藤は次のように語った。
「今日の試合中、ずっと小澤の写真が怒っているように見えたんです。でも、最後のヒットを打ってベンチに帰ってきたら、小澤の写真が笑っているように見えました」

## 日本代表キャリア
- 第35回IBAFワールドカップ（2003年）
- 第23回アジア野球選手権（2005年）
- 第36回IBAFワールドカップ（2005年）

## 主な表彰、タイトル
- 社会人ベストナイン遊撃手部門　3回（1998年、2001年、2003年）
- 第30回社会人野球日本選手権大会最優秀選手賞（2003年）
- 第69回都市対抗野球大会優秀選手賞（遊撃手）（1998年）
- 第74回都市対抗野球大会優秀選手賞（遊撃手）（2003年）
- 第52回JABAベーブルース杯争奪大会首位打者（1998年）
- 都市対抗野球大会10年連続出場表彰（2006年）